# Kurtköy
Kurtköy es un famoso barrio del distrito de Pendik, en Estambul. El barrio cuenta con muchos lugares famosos como el Aeropuerto Internacional Sabiha Gökçen, el circuito de Fórmula 1 y el Viaport Asia Outlet.

## Historia

### Turquificación
Kurtköy fue un asentamiento bizantino habitado por griegos antes del siglo XV. Según la historia del asentamiento de Kurtköy; En 1328, por orden de Orhan Gazi, el ejército otomano bajo el mando de Akça Koca, Konur Alp y Abdurrahman Gazi conquistó el castillo de Aydos y sus alrededores y aseguró la turquificación de la región. Así, el barrio se convirtió en un asentamiento donde convivían turcos y griegos.

### Siglo XIX
Tras la independencia de Grecia del Imperio Otomano, los turcos de Grecia fueron enviados a Turquía y los griegos de Turquía a Grecia. Así, quedaron muy pocos o ningún griego en el asentamiento.

### Pasado reciente
Kurtköy fue un pueblo del distrito de Üsküdar desde que fue conquistado y luego fue conectado al distrito de Kartal. Cuando Pendik, un municipio afiliado a Kartal, se separó de Kartal y se convirtió en un distrito, Kurtköy se unió a Pendik.